# 熊本県道317号満願寺黒川線
熊本県道317号満願寺黒川線（くまもとけんどう317ごう まんがんじくろかわせん）は、熊本県阿蘇郡南小国町を通る一般県道である。

## 概要
阿蘇郡南小国町大字満願寺の満願寺温泉から国道442号の黒川温泉を結んでいる。

### 路線データ
- 起点：熊本県阿蘇郡南小国町大字満願寺（熊本県道40号南小国波野線交点）
- 終点：熊本県阿蘇郡南小国町大字満願寺（国道442号交点）

## 地理

### 通過する自治体
- 阿蘇郡南小国町

### 交差する道路
| 交差する道路             | 交差する場所 | 交差する場所 |
| ------------------------ | ------------ | ------------ |
| 熊本県道40号南小国波野線 | 大字満願寺   | 起点         |
| 国道442号                | 大字満願寺   | 終点         |

### 沿線
- 満願寺温泉
- 小田温泉
- 黒川温泉